# Trinidad Government Railway
| Trinidad Government Railway                             | Trinidad Government Railway |
| ------------------------------------------------------- | --------------------------- |
| Lokomotive Nr. 21, gebaut von Montreal Locomotive Works |                             |
| Streckennetz der TGR um 1925                            |                             |
| Streckenlänge:                                          | 1923: 185 km                |
| Spurweite:                                              | 1435 mm (Normalspur)        |
|                                                         |                             |

Die Trinidad Government Railway (TGR) war eine britische Eisenbahngesellschaft auf der Insel Trinidad und existierte zwischen 1876 und dem 28. Dezember 1968.

## Geschichte
Die TGR wurde ursprünglich 1876 gebaut, um die Hauptstadt Port of Spain mit Arima zu verbinden. Die Bahn wurde 1880 nach Couva, 1882 nach San Fernando, 1897 nach Sangre Grande, 1898 nach Tabaquite, 1913 nach Siparia und 1914 nach Rio Claro erweitert.
Erste Teilstrecken wurden ab 1953 geschlossen. Am 28. Dezember 1968 wurde die Eisenbahn vollständig stillgelegt.

## Fahrzeuge

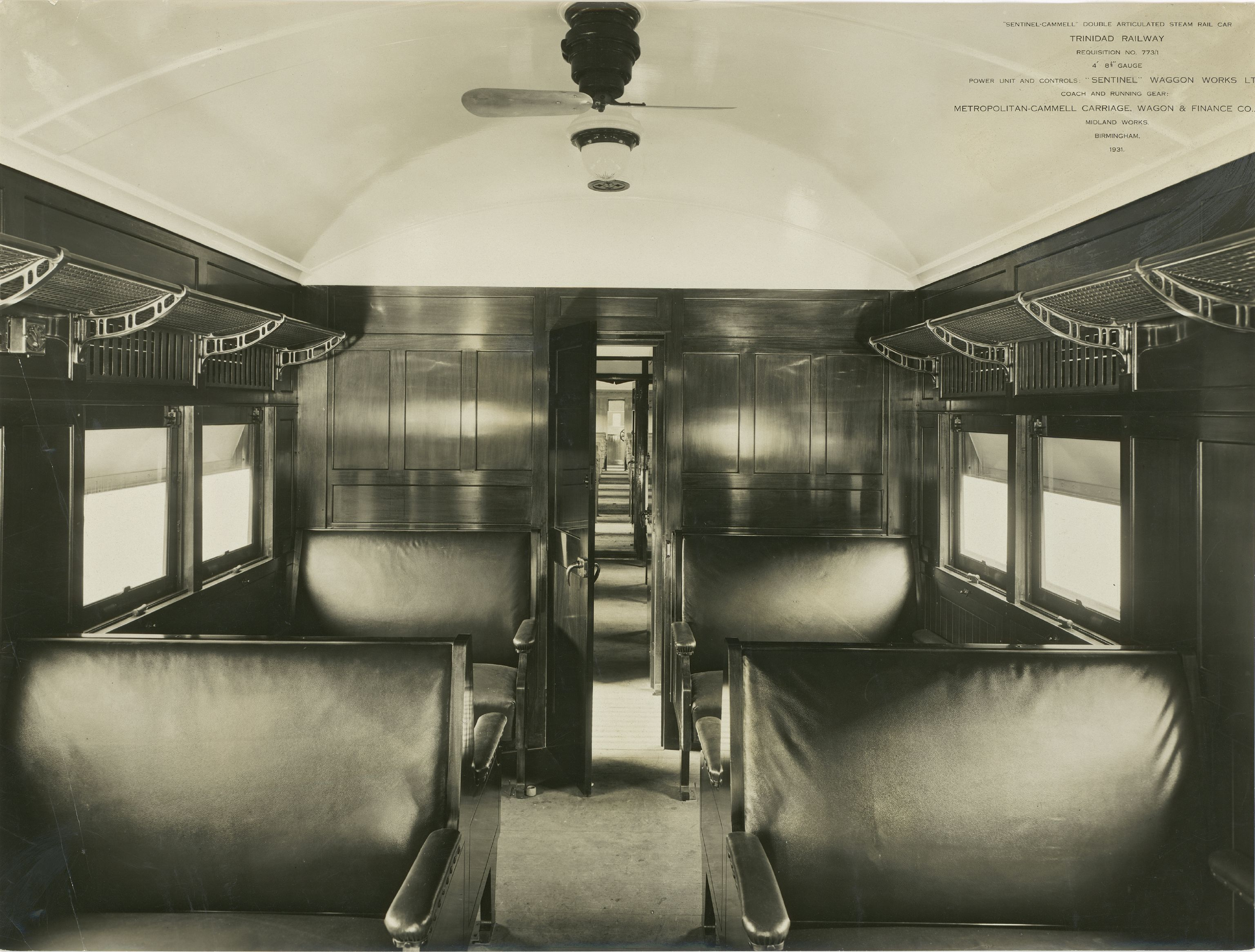
Inneneinrichtung des Sentinel-Cammell-Dampftriebwagens.

Ende 1921 verfügte die Gesellschaft über 37 Dampflokomotiven, 105 Personen- und 738 Güterwagen. In diesem Jahr bekam die TGR zwei Dampftriebwagen aus zweiter Hand von der britischen London, Brighton and South Coast Railway geliefert, die aber nie zum Einsatz kamen. Aus den Wagenabschnitten entstanden später ein Salonwagen für den Gouvernor und ein Personenwagen zweiter Klasse.
1931 wurde ein zweiteiliger Dampftriebwagen bei Sentinel-Cammell gekauft. 1936 war die TGR im Besitz von 29 Lokomotiven, 1 Triebwagen, 82 Personen- und 925 Güterwagen.